# Liste der Monuments historiques in Haut Valromey
Die Liste der Monuments historiques in Haut Valromey führt die Monuments historiques in der französischen Gemeinde Haut Valromey auf.

## Liste der Bauwerke
| Bezeichnung       | Beschreibung                  | Standort                   | Kennzeichnung | Schutzstatus | Datum | Bild           |
| ----------------- | ----------------------------- | -------------------------- | ------------- | ------------ | ----- | -------------- |
| Kirche St-Étienne | Erbaut ab dem 14. Jahrhundert | Le Petit-Abergement (Lage) | PA00116530    | Inscrit      | 1973  | weitere Bilder |